# Hajdučka vrata
Hajdučka vrata ili Mijatov prolaz je prirodni fenomen na planini Čvrsnici, u Bosni i Hercegovini.
Hajdučka se vrata nalaze na 2000 metara nadmorske visine iznad kanjona Dive Grabovice na istočnom dijelu Čvrsnice. To je kameni prsten (otvor) u stijeni, promjera oko 5 metara nastao djelovanjem različitih klimatskih i geomorfoloških faktora.
Geomorfološki je spomenik prirode.

## Vanjske poveznice
- Hajdučka vrata na hpd-prenj1933.ba